# Tom Kane (Synchronsprecher)

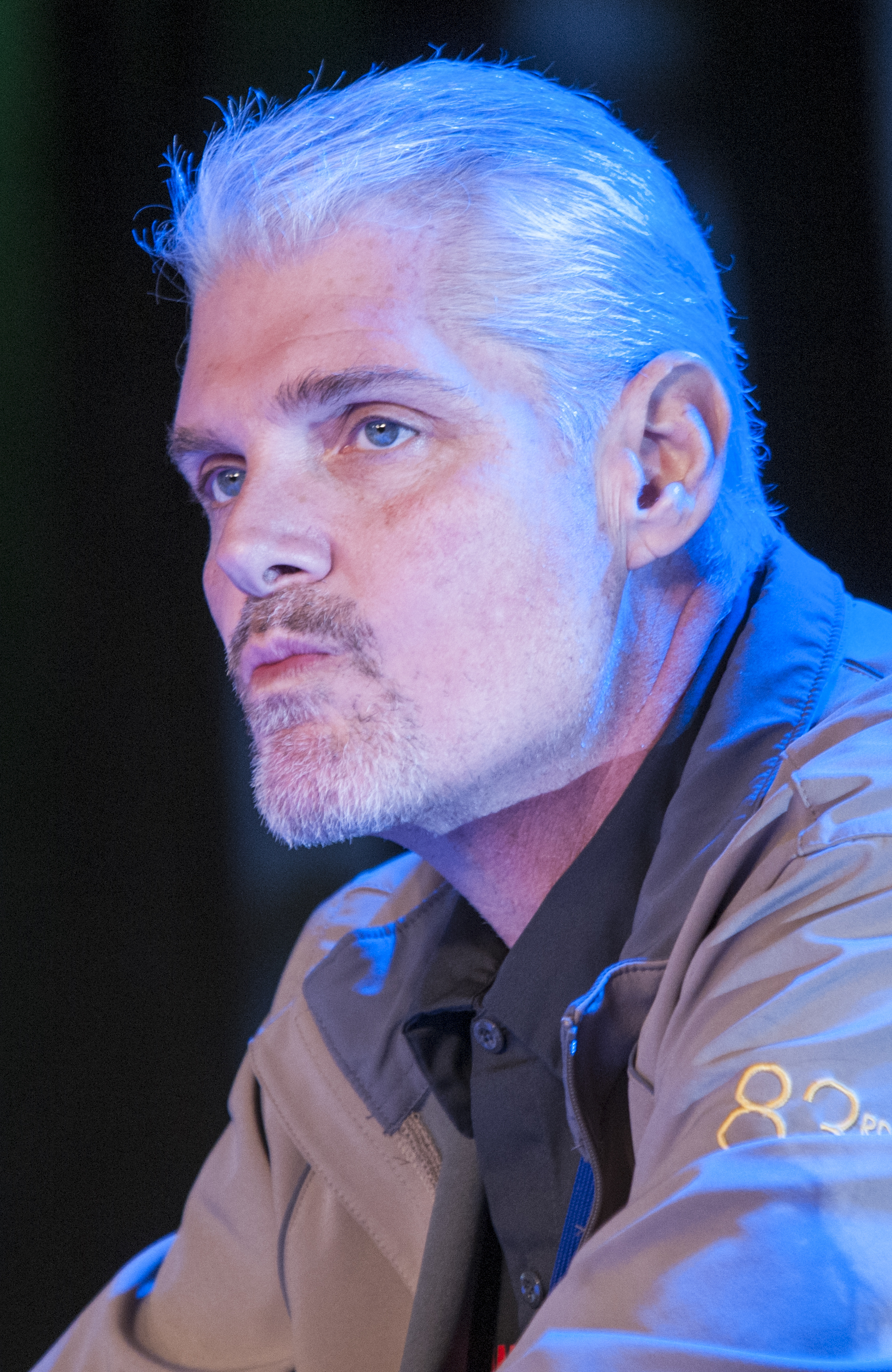
Tom Kane (2015)

Tom Kane (* 15. April 1962 in Overland Park, Kansas als Thomas Roberts) ist ein US-amerikanischer Synchronsprecher, der durch seine Sprechrollen in der Fernsehserie Star Wars: The Clone Wars bekannt wurde.
Kane sprach im Rahmen des Star-Wars-Universums etliche Charaktere in The Clone Wars, doch auch in Videospielen wie Star Wars: Knights of the Old Republic oder Star Wars: The Force Unleashed ist er zu hören. Zudem leiht er in Videospielen wie etwa The Hobbit, Die Abenteuer von Aragorn oder Call-of-Duty-Figuren seine Stimme.

## Synchronisation (Auswahl)
- 1995: Shannara – Allanon, Brona
- 1996: Star Wars: Schatten des Imperiums – LE-BO2D9
- 1999: Star Wars: Episode I – Die dunkle Bedrohung (Computerspiel) – C-3PO, Barbo, Jym Lang
- 1999: Star Wars: X-Wing Alliance – Golov Nakhym, Nien Nunb
- 2001: Star Wars: Galactic Battlegrounds – Yoda, C-3PO, Boba Fett
- 2001: Der Herr der Ringe: Die Gefährten (Videospiel) – Gandalf
- 2001: Star Wars: Rogue Squadron II – Rogue Leader – Crix Madine
- 2002: Star Wars: The Clone Wars (Videospiel) – Yoda
- 2002–2007: Kim Possible – Monkey Fist
- 2003: Star Wars: Knights of the Old Republic – Vandar Tokare, Uthar Wynn
- 2003: Star Wars: Jedi Knight – Jedi Academy – Boba Fett
- 2003: Star Wars: Rogue Squadron III – Rebel Strike – C-3PO, Crix Madine, Yoda
- 2003: The Hobbit (Computerspiel) – Erzähler
- 2003–2005: Star Wars: Clone Wars – Yoda
- 2004: Star Wars: Battlefront – Yoda, Admiral Ackbar
- 2004: Star Wars: Knights of the Old Republic II: The Sith Lords – Vandar Tokare, Kavar
- 2005: Star Wars: Republic Commando – Yoda, Talbot
- 2005: Star Wars: Episode III – Die Rache der Sith (Computerspiel) – Yoda, Cin Drallig
- 2005: Star Wars: Battlefront II – Yoda
- 2005–2008: Ben 10 – Ultimos, Arctiguana, Donovan Grand Smith
- 2006: Star Wars: Empire at War – C-3PO
- 2007: Robot Chicken: Star Wars – C-3PO
- 2008: Star Wars: The Force Unleashed – Kento Marek, Ozzik Sturn, Lobot
- 2008: Star Wars: The Clone Wars – Yoda, Wullf Yularen, Erzähler
- 2008–2014, 2020: Star Wars: The Clone Wars – Yoda, Wullf Yularen, Erzähler, Jayfon, TX-21
- 2008: Star Wars: The Clone Wars – Lichtschwert-Duelle – Yoda
- 2008: Star Wars: The Clone Wars – Die Jedi-Allianz – Yoda
- 2008: Robot Chicken – Star Wars Episode II – Yoda
- 2009: Star Wars: The Clone Wars – Republic Heroes – Yoda
- 2009: 9 – Diktator
- 2009: Batman: Arkham Asylum – Amadeus Arkham, Quincy Sharp, Commissioner Jim Gordon
- 2010: Star Wars: The Force Unleashed II – Yoda
- 2010: Die Abenteuer von Aragorn – Erzähler
- 2010: Call of Duty: Black Ops – Takeo Masaki, Dr. Schuster
- 2015: Star Wars: Das Erwachen der Macht – Admiral Ackbar
- 2017: Star Wars: Die letzten Jedi – Admiral Ackbar